# Psychotria lasianthifolia
Psychotria lasianthifolia är en måreväxtart som beskrevs av Theodoric Valeton. Psychotria lasianthifolia ingår i släktet Psychotria och familjen måreväxter. Inga underarter finns listade i Catalogue of Life.